# 5 pr. n. št.
5 pr. n. št. je bilo navadno leto, ki se je po julijanskem koledarju začelo na ponedeljek ali torek (različni viri navajajo različne podatke), po proleptičnem julijanskem koledarju pa na soboto.
V rimskem svetu je bilo znano kot leto konzulstva Avgusta in Sule, pa tudi kot leto 749 ab urbe condita.
Oznaka 5 pr. Kr. oz. 5 AC (Ante Christum, »pred Kristusom«), zdaj posodobljeno v 5 pr. n. št., se uporablja od srednjega veka, ko se je uveljavilo številčenje po sistemu Anno Domini.

## Dogodki
- (verjetno) supernova v ozvezdju kozoroga

## Rojstva
- Lucij Vitelij starejši, rimski konzul († 51)
- (verjetno) Janez Krstnik († ok. 30)